# Лабу-Дабу
«Лабу-Дабу» — песня, записанная певицей Жасмин. Выпущена 28 мая 2011 года как третий сингл для планируемого восьмого альбома артистки.

## О песне и релиз
Автором стихов и музыки является Сергей Ахунов. Композиция была записана на студии «Lopatin Sound Lab» музыкальным продюсером Анатолием Лопатиным. Песня попадает в категорию европоп.
Релиз песни на радио состоялся 28 июня 2011 года. 3 июня 2011 года Жасмин представила свою композицию в программе «Русские Перцы» в эфире радиостанции «Русское Радио».
Первое выступление с этой композицией произошло на Бале выпускников «Выпускник-2011» в Государственном Кремлёвском Дворце. Трансляция концерта проходила на канале «МУЗ».

### Лирика
В композиции, в течение всего времени звучания, присутствует партия гармони.
В песне повествуется о людях, которые никак не могут определиться в своих чувствах. Сначала они уверены, что влюблены, но позже их уверенность ослабевает. Но все-таки лирическая героиня приходит к тому, что нужно сказать «Да!», это «да» как раз и завуалированно в словосочетании «лабу-ДАбу-ДАбу-ДАбу-ДАбу-ДА».

## Успехи сингла и награды
Песня находилась восемь недель в хит-параде «Золотой граммофон» на «Русском Радио» и занимала позиции в верхней десятке чарта, достигнув 12 места; также входила в тройку лидеров в online-голосовании.
3 декабря 2011 года Жасмин становится лауреатом фестиваля «Песня года-2011» за песню «Лабу-Дабу»
10 декабря 2011 года Жасмин становится лауреатом премии «20 лучших песен-2011» за песню «Лабу-Дабу»

## Видеоклип
Съёмки видеоклипа проходили в июне 2011 года в Москве и Токио. Премьера тридцатого юбилейного видеоклипа певицы Жасмин на песню «Лабу-Дабу» состоялась 6 июля 2011 года в 21:00 на официальном канале артистки в сети «YouTube». Режиссёром видеоролика стал Антон Ненашев.
Это первый клип, где у Жасмин второстепенная роль. По сюжету видео, Жасмин повествует песней о истории двух молодых людей, которые оказались одни в мегаполисе. Город живёт своей жизнью, но людей в нём нет. Машины, велосипеды и другой транспорт ездят сами по себе, сами собой «играют» мячи. Молодые люди, обнаружив, что они совсем одиноки начинают свой путь по городу. Сами того не понимая, они идут навстречу друг другу…

### О съемках клипа
Большая часть съемок клипа проходили в Токио, в течение нескольких дней. В основном снималось в ночное время, когда на улице было мало жителей и машин. Остальные съемки прошли в одном из павильонов студии «Мосфильм». Специально для съемок было сшито платье, нашпигованное ультрасовременными нано-технологическими примочками, которое светилось в темноте.

### Над клипом работали
- Режиссёр — Антон Ненашев
- Арт-директор — Алексей Михайлов[2]
- Оператор — Марат Адельшин
- Дизайнер — Алена Ахмадуллина
- Стилист — Кирилл Вычкин
- Make up — Savva
- Hairdresser — Константин Кочегов